# ويليام ميرفين
ويليام ميرفين (بالإنجليزية: William Mervyn)‏ هو ممثل بريطاني (وحمل سابقاً جنسية المملكة المتحدة لبريطانيا العظمى وأيرلندا)، ولد في 3 يناير 1912 في كينيا، وتوفي في 6 أغسطس 1976 بلندن في المملكة المتحدة.

## أعمال

### أفلام
- (1964) القتل أهوي!

## وصلات خارجية
- ويليام ميرفين على موقع IMDb (الإنجليزية)
- ويليام ميرفين على موقع ألو سيني (الفرنسية)
- ويليام ميرفين على موقع أول موفي (الإنجليزية)
- ويليام ميرفين على موقع قاعدة بيانات برودواي على الإنترنت (الإنجليزية)
- ويليام ميرفين على موقع قاعدة بيانات الأفلام السويدية (السويدية)
- ويليام ميرفين على موقع قاعدة بيانات الفيلم (الإنجليزية)
- ويليام ميرفين على موقع كينوبويسك (الروسية)